# Mario Limantour
Mario Limantour es un actor costarricense permanente en México. Reconocido por el mundo de las telenovelas.
Nacido en San José (Costa Rica). Ha tenido una carrera de muy bajo perfil: sus papeles han sido roles menores, y también ha trabajado como extra y stuntman.

## Telenovelas
- Rosa salvaje (1987) - Niño
- Dulce desafío (1989)
- María la del barrio - Matías
- Marisol (1996) - Bombero
- Vivo por Elena (1998) -
- Rosalinda (1999) - Celestino
- Salomé (telenovela) (2001) - Repartidor de flores
- Rubí (2004) - Licenciado
- Barrera de amor (2005) - Cuidador de la iglesia
- Un gancho al corazón (2008) - Valente
- Amor bravío (2012)
- Corazón indomable (2013) - Jugador en el casino
- Antes muerta que Lichita (2015)

## Series
- Hora marcada  (1990) - David
- Mujer, casos de la vida real (1999-2003) -  Varios episodios

- La pensión (1999 y 2003)
- La rosa de Guadalupe (2008) (Episodio "Bailar para la vida) - Profesor
- Como dice el dicho (2013)

## Películas
- Viernes de ánimas (2011) - Espiritista